# Swayzak
Swayzak est un groupe londonien de dub tech house constitué de David Brown et anciennement de James Taylor. Le nom du groupe vient de "związek" qui signifie "union" en polonais, et non d'un clin d'œil à Patrick Swayze comme il se laisse parfois entendre. Ils ont sorti leur premier single Bueno/Fukumachi en février 1997, suivi de Speedboat/Low Rez Skyline qui marquait les débuts de la scène tech house anglaise.
Leur premier album Snowboarding in Argentina est sorti en mai 1998 sous les labels Medicine (américain) et Pagan Records (anglais). Deux ans plus tard sort Himawari, album minimaliste bien accueilli par la critique, suivi en 2002 par Dirty Dancing élu meilleur album de l'année 2002 par le magazine Trax. Le groupe sort Loops From the Bergerie en 2004, et le double album compilation Route de la Slack en 2006. Leur dernier album, Some Other Country, livrant leur version du virage minimal entrepris par l'électro ces dernières années, est sorti en 2007.

## Discographie partielle

### Maxis vinyles (12")
- Bueno / Fukumachi (Swayzak Recordings, 1997)
- Burma Heights / Skin Diving (Swayzak Recordings, 1997)
- Speedboat / Low-Res Skyline (Swayzak Recordings, 1997)

### Albums (CD / 2xLP)
- Snowboarding in Argentina (1998, Pagan)
- Himawari (2000, Medicine)
- Dirty Dancing (2002, Studio !K7)
- Loops From the Bergerie (2004, Studio !K7)
- Snowblind (2005, Studio !K7)
- Route de la Slack (2006, Studio !K7)
- Some Other Country (2007, Studio !K7)
- Rons Connecticut dub(2010)
- s_w_z_k (2012, Tresor)

### CD mixés
- Groovetechnology, Vol. 1.3 (2001, Studio !K7)
- Fabric 11 (2003, Fabric)